# الکساندروفکا (شهرستان کارماسکالینسکی، باشقیرستان)
الکساندروفکا (انگلیسی: Alexandrovka, Buzovyazovsky Selsoviet, Karmaskalinsky District, Republic of Bashkortostan) یک شهرک در شهرستان کارماسکالینسکی استان باشقیرستان کشور روسیه است.